# Hola, che
Hola, che es un libro del uruguayo Antonio Larreta. El libro es publicado en el 2007 por la Editorial Fin de Siglo. 

## Reseña
Hola, che es un relato ficticio ambientado en la década del setenta del siglo XX, sobre un vendedor de cuadros ("marchand"), describiendo la vida de un grupo de uruguayos. Plantea una trama de suspenso con un marco histórico reciente. Obtuvo un premio Bartolmé Hidalgo en la categoría narrativa. Estos premios son la máxima distinción que se otorga a la calidad de la producción literaria uruguaya.